# Heimbra bicolor
Heimbra bicolor är en stekelart som beskrevs av Subba Rao 1978. Heimbra bicolor ingår i släktet Heimbra och familjen kragglanssteklar. Inga underarter finns listade i Catalogue of Life.